# La Chapelle-Bertin
La Chapelle-Bertin – miejscowość i gmina we Francji, w regionie Owernia-Rodan-Alpy, w departamencie Górna Loara.
Według danych na rok 1990 gminę zamieszkiwało 88 osób, a gęstość zaludnienia wynosiła 8 osób/km² (wśród 1310 gmin Owernii La Chapelle-Bertin plasuje się na 753. miejscu pod względem liczby ludności, natomiast pod względem powierzchni na miejscu 773.).